# Кохлиці
Кохлиці (пол. Kochlice, нім. Kuchelberg) — село в Польщі, у гміні Мілковиці Легницького повіту Нижньосілезького воєводства.
Населення — 284 особи (2011).
У 1975-1998 роках село належало до Легницького воєводства.

## Демографія
Демографічна структура станом на 31 березня 2011 року:
|          | Загалом | Допрацездатний вік | Працездатний вік | Постпрацездатний вік |
| -------- | ------- | ------------------ | ---------------- | -------------------- |
| Чоловіки | 130     | 21                 | 93               | 16                   |
| Жінки    | 154     | 22                 | 98               | 34                   |
| Разом    | 284     | 43                 | 191              | 50                   |